# بی‌بوی هیوسیامی
بی‌بوی هیوسیامی (Corizus hyoscyami) گونه‌ای است که در تیره ناجوربالان بی‌بوی گیاه‌زی قرار دارد. طول بزرگسالان به ۹ میلی‌متر می‌رسد. بی‌بوی هیوسیامی گیاه‌خوار است. این گونه همانند همه ناجوربالان بی‌بوی گیاه‌زی دارای سیستم بویایی توسعه یافته‌ای نیست و به وسیله رگه‌های پرتعداد بر روی بال‌پوشهایشان قابل تشخیص هستند. خصوصیتی که در همه ناجوربالان بی‌بوی گیاه‌زی موجود است. بی‌بوی هیوسیامی در بیشتر خاک اروپا، تونس و مراکش رویت شده‌است.

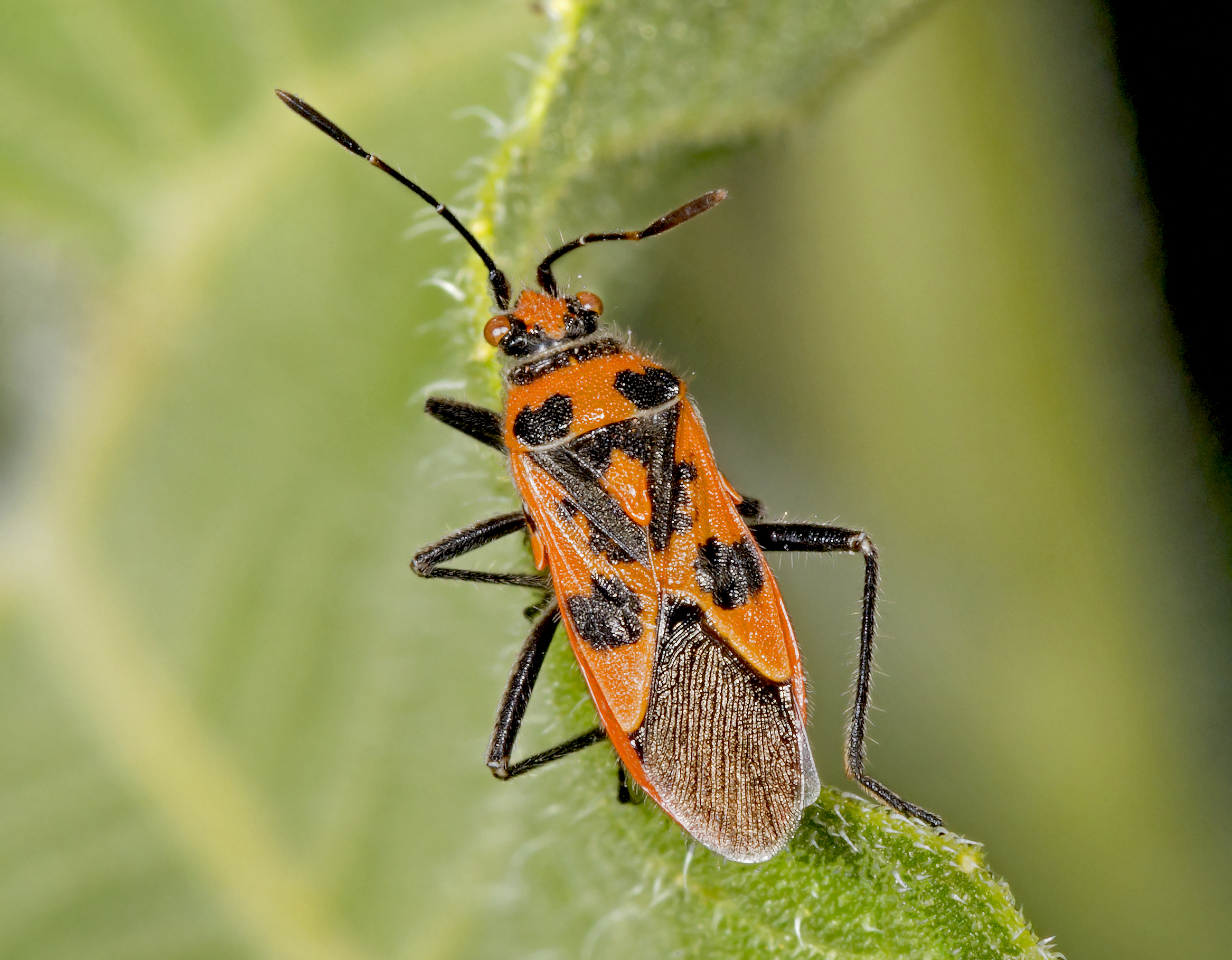
نمای پشتی

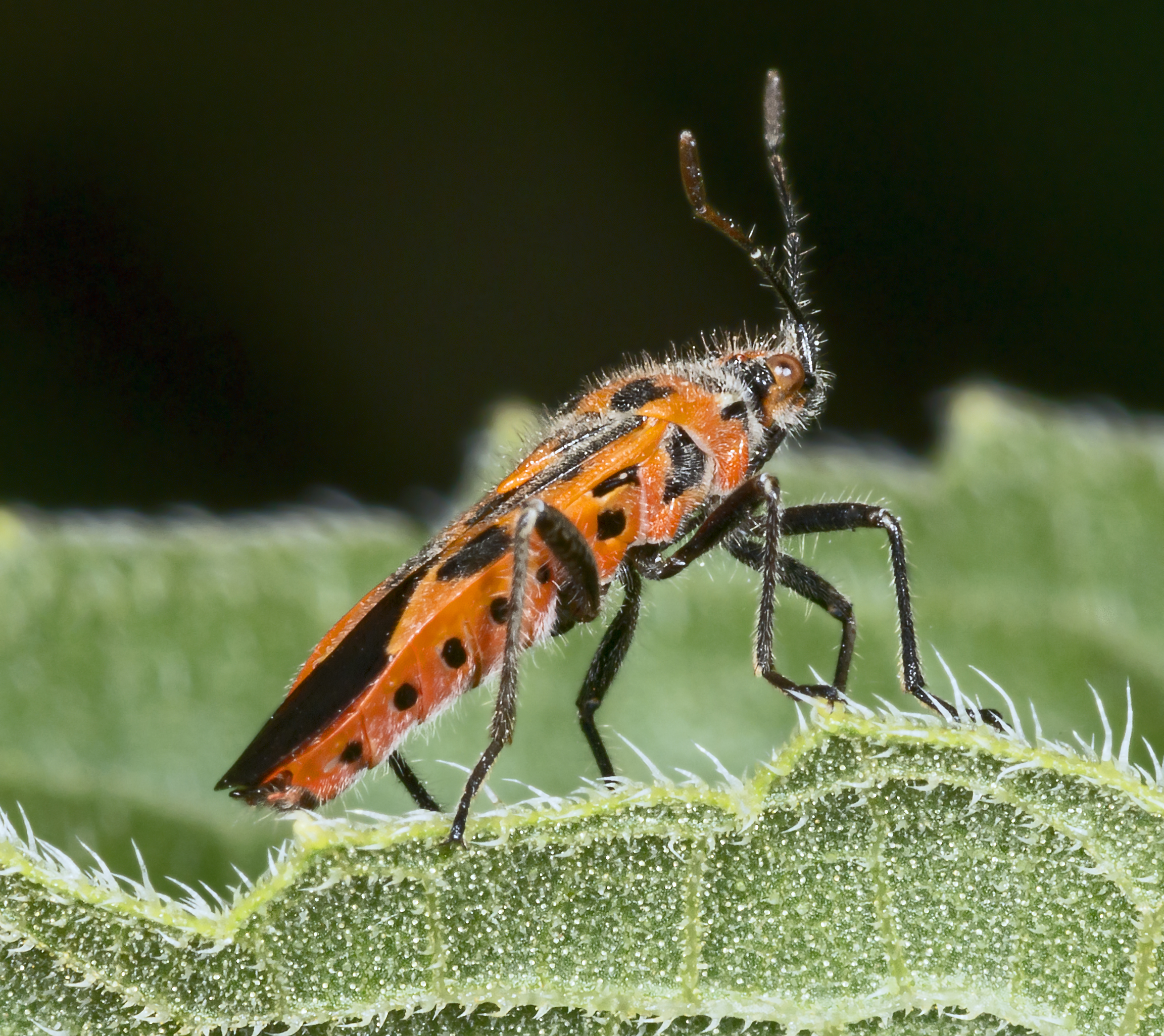
نمای کناری